# محمية الروضتين
محمية الروضتين محمية طبيعية كويتية. تم إنشاءها عام 1974، تقع في منطقة الروضتين المشهورة بماهها الجوفية العذبة. أنشئت بعد تدهور النباتات الطبيعية مثل الرمث والحاد والغردق، ولا تمتاز بأي نوع من الفطريات.